# Batalha de Vimy
A Batalha de Vimy foi um combate ocorrido durante a Batalha de Arras, na região de Nord-Pas-de-Calais, em França, durante a Primeira Guerra Mundial. As principais forças no terreno foram o Corpo Canadense, de quatro divisões, contra três divisões do 6.º Exército alemão. A batalha, que teve lugar de 9 a 12 de Abril de 1917, fez parte da fase de abertura da Batalha de Arras liderada pelos britânicos, um ataque de diversão num âmbito da Ofensiva Nivelle.
O objetivo do Corpo Canadense era a captura e controlo do terreno elevado, controlado pelos alemães, à volta de uma escarpa no extreme norte da Ofensiva de Arras. O controle desta posição significaria que as tropas mais a sul poderiam avançar sem sofrerem fogo de flanco alemão. Apoiado por bombardeamento de barragem, o Corpo Canadense capturou a maior parte da colina durante o primeiro dia do ataque. A cidade de Thélus foi tomada durante o Segundo dia do ataque, tal como a crista da colina depois de os canadenses terem superado um saliente ocupado pelos alemães. O último objetivo, uma pequena posição situada no exterior da cidade de Givenchy-en-Gohelle, foi capturada a 12 de Abril. As forças alemãs retiraram-se da linha de Oppy–Méricourt.

Os historiadores atribuem o sucesso do Corpo canadense na captura da colina a um conjunto de inovações técnicas e táticas, planeadas com todo o cuidado; a um apoio significativo da artilharia e muito treino; tal como ao fracasso do 6.º Exército alemão na aplicação da nova doutrina defensiva. A batalha marcou a primeira vez que as quatro divisões do Corpo Expedicionário Canadiano participaram juntas numa batalha, tornando-se um símbolo nacional do Canadá de sacrifício e conquista. Uma área de 100 ha do antigo terreno serve de parque e local do Memorial Nacional Canadiano a Vimy.

## Contexto da batalha

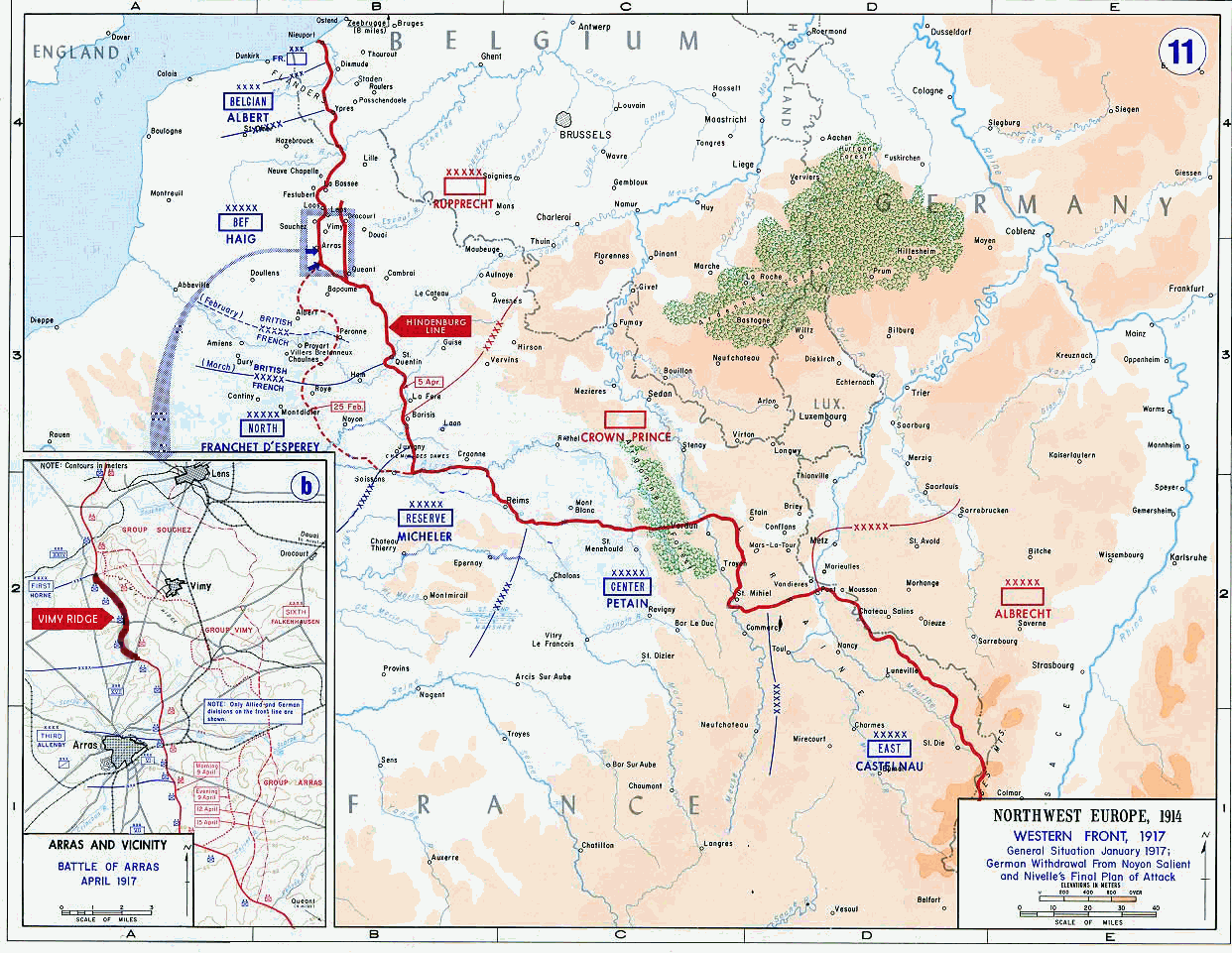
Local da Batalha de Vimy

A colina de Vimy é uma escarpa de oito quilómetros a nordeste de Arras, no limite oeste das Planícies de Douai. A colina é menos inclinada do lado oeste que a leste. A aproximadamente 7 km de distância da base, e a uma altitude de 145 m ou 60 m acima das Planícies de Douai, a colina tem uma vista que se estende por vários quilómetros em todas as direcções.
A colina ficou sob controlo alemão, em Outubro de 1914, durante a Corrida para o Mar, quando as forças franco-britânicas e alemãs tentavam, de forma continua, umas às outras  na região nordeste da França. O 10.º Exército francês tentou expulsar os alemães da região durante a Segunda Batalha de Artois em Maio de 1915, atacando as suas posições na colina de Vimy e Notre Dame de Lorette. A 1.ª Divisão francesa (de Marrocos), tomou. Por pouco tempo, o topo da colina, não conseguindo manter o seu controlo por falta de reforços. Os franceses tentaram, de novo, durante a Terceira Batalha de Artois, em Setembro de 1915, mas apenas conseguiram tomar a cidade de Souchez, na zona oeste da base da colina. O sector de Vimy ficou mais calmo após a ofensiva, com ambos os lados a adoptar uma abordagem de "vive e deixa viver", tal como já ocorrido durante a Trégua de Natal de 1914. No total, os franceses sofreram cerca de 150 000 baixas nas diversas tentativas de ganhar o controlo da colina de Vimy e terreno circundante.
O XVII Corpo britânico, sob o comando do tenente-general Julian Byng, substituiu o 10.º Exército no sector em Fevereiro de 1916, permitindo que as forças francesas pudessem alargar as suas Operações em Verdun. Os britânicos descobriram que as companhias alemãs de construção de túneis tinham aproveitado o período de calma relativa à superfície para construir uma extensa rede de túneis, e colocar minas, a partir dos quais atacariam as posições francesas fazendo explodir as suas trincheiras. Os Royal Engineers de imediato mobilizaram companhias de construtores de túneis para a frente para fazer face às operações de minagem alemãs. Em resposta à agressiva resposta de minagem britânica, a artilharia alemã e os morteiros de trincheira, bombardearam intensamente as posições Aliadas no início de Maio de 1916. A 21 de Maio de 1916, depois de bombardearem as trincheiras avançadas e as posições de artilharia, cerca de 80 baterias do lado não visível da colina, a infantaria alemã atacou as linhas britânicas ao longo de uma frente de 1800 m, num esforço de os expulsar das suas posições na colina. Os alemães capturaram vários túneis e crateras controlados pelos britânicos antes de pararem o seu avanço e de se entrincheirarem. A 22 de Maio, os britânicos efectuaram pequenos contra-ataques com unidades das 140.ª e 141.ª Brigadas, mas sem qualquer efeito prático. O Corpo canadiano substituiu o IV Corpo britânico estacionado no declive oeste da colina de Vimy, em Outubro de 1916.

## Prelúdio

### Planeamento estratégico

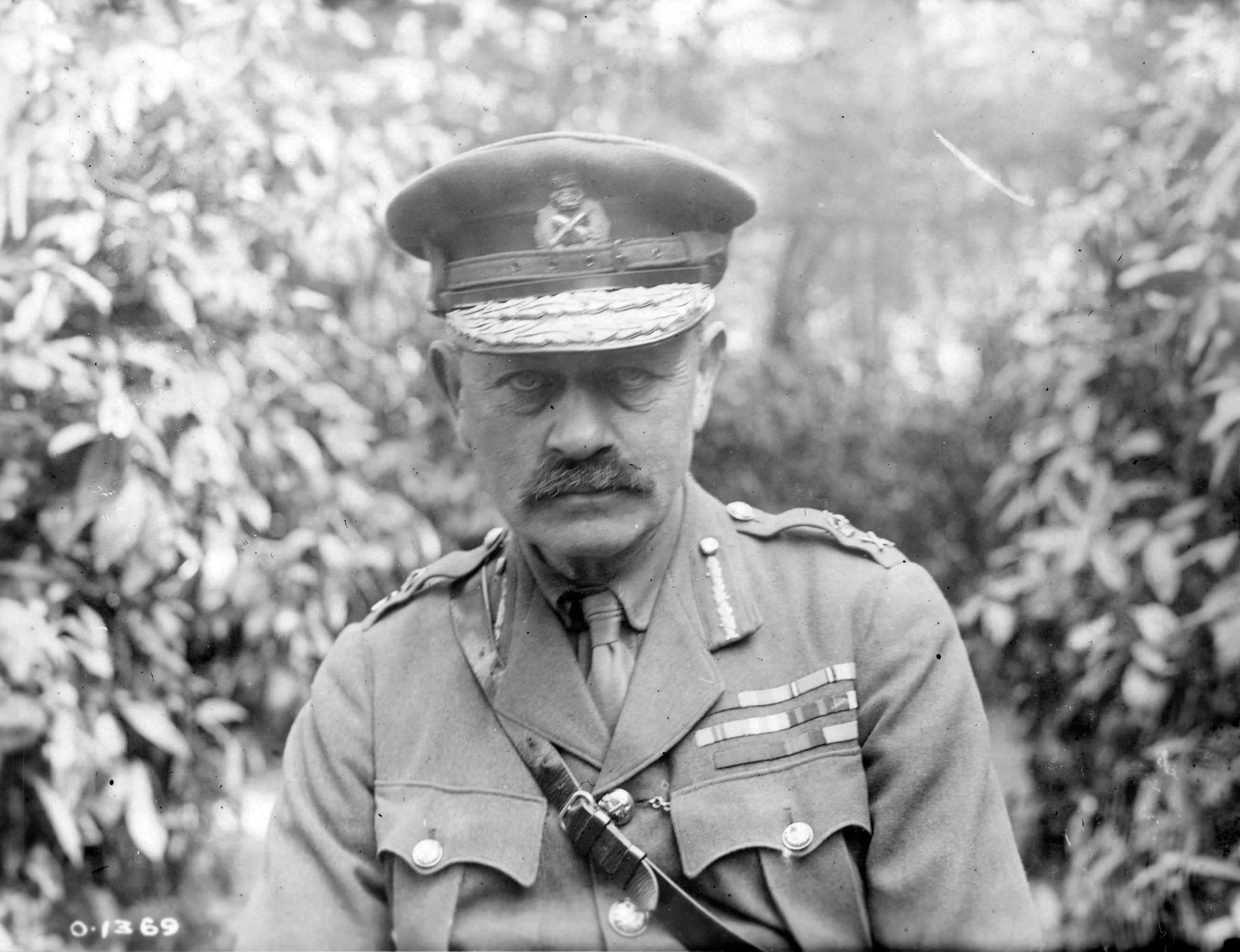
Julian Byng durante a batalha.

No dia 28 de Maio de 1916, Byng assumiu o commando do Corpo canadiano que estava nas mãos do tenente-general Sir Edwin Alderson.  A discussão sobre uma ofensiva na Primavera perto de Arras teve início na sequência de uma conferência de comandantes de corpos no quartel-general do 1.º Exército britânico a 21 de Novembro de 1916. Em Março de 1917, o quartel-general informou Byng sobre a importância da colina de Vimy como o objectivo do corpo para a Ofensiva de Arras. Um plano de assalto, adoptado em Março de 1917, tinha por base informações de oficiais que tinham recolhido relatos sobre a experiência do Exército francês durante a Batalha de Verdun.
Pela primeira vez, todas as quatro divisões canadianas foram agrupadas para participar numa batalha. De acordo com o plano, a dimensão e a natureza do Corpo canadiano necessitava de apoio e recursos para além da sua habitual capacidade operacional. Assim, a 5.ª Divisão de Infantaria britânica e as unidades de artilharia e engenharia, reforçaram as quatro divisões canadianas. O Corpo canadiano contava agora com 170 000 homens, dos quais 97 184 eram canadianos.

### Plano táctico
Em Janeiro de 1917, três oficiais dos Corpos canadianos acompanharam outros oficiais britânicos e canadianos numa série de palestras dadas pelo Exército francês sobre as suas experiências durante a Batalha de Verdun. A contra-ofensiva francesa concebida pelo general Robert Nivelle foi um de muitos sucessos dos Aliados em 1916. Depois de um treino muito intensivo, oito divisões francesas atacaram posições alemãs em duas ondas ao longo de uma frente de 10 km. Apoiados por uma forte artilharia, os franceses conseguiram reconquistar terreno perdido e infligir pesadas baixas em cinco divisões alemãs.

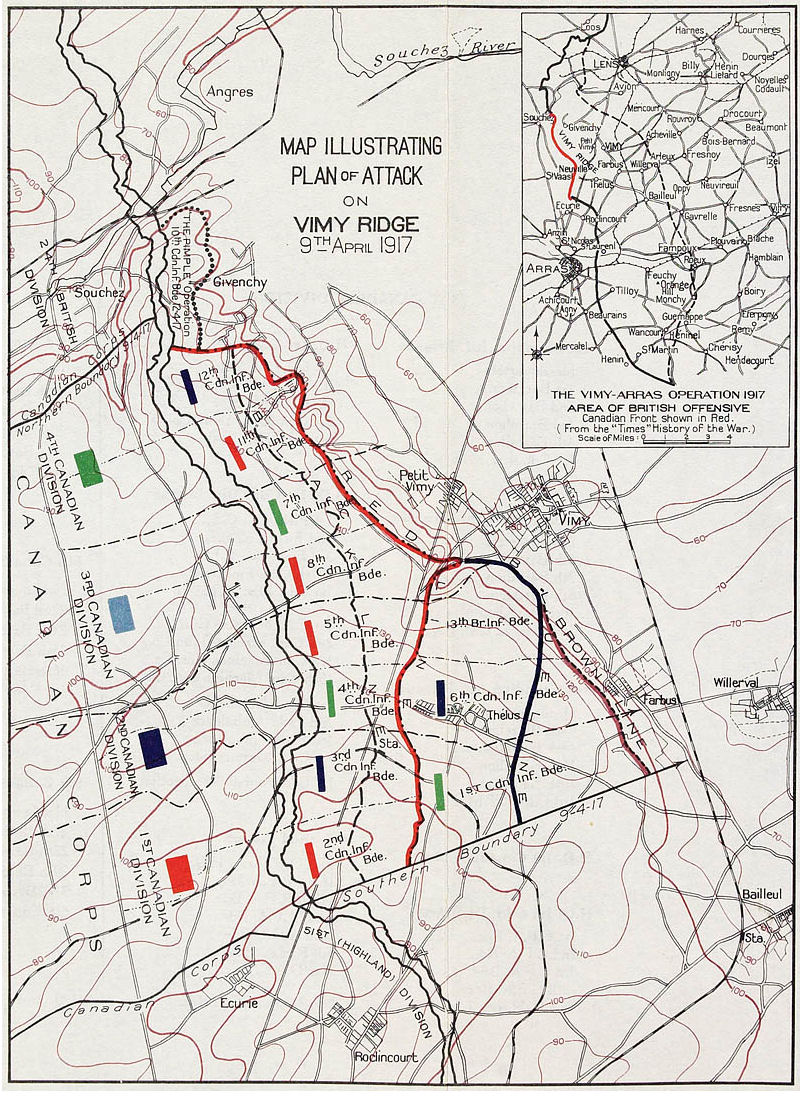
Plano de ataque do Corpo canadiano onde estão destacados os quatro objectivos (preto, vermelho, azul e castanho)

No seu regresso, os oficiais do Corpo canadiano elaboraram uma análise táctica das batalhas em Verdun, e efectuaram várias palestras, ao nível dos Corpos e Divisões, para mostrar a importância da artilharia,  fogo intenso e da flexibilidade dos pelotões e das companhias. O relatório do comandante da 1.ª Divisão canadiana, Arthur Currie, salientou os ensinamentos que o Corpo canadiano podia adquirir a partir das experiências dos franceses. O plano final para o assalto a Vimy exigia bastante da experiência e da análise táctica dos oficiais que frequentaram as palestras sobre Verdun. O comandante britânico do 1.º Exército,  General Henry Horne, aprovou o plano a 5 de Março de 1917.
O plano dividiu o avanço do Corpo canadiano por objectivos através de linhas coloridas. O ataque seria feito numa frente de 6 400 m, com a zona central oposta à vila de Vimy, a leste da colina. O primeiro objectivo, representado pela linha preta, era cercar a linha defensiva mais avançada dos alemães. O objectivo final do flanco norte, a linha vermelha, era a tomada do ponto mais alto da colina, uma posição fortificada conhecida por “Pimple, the Folie Farm”; a trincheira Zwischen-Stellung; e a aldeia de Les Tilleuls. A sul, duas divisões tinham dois objectivos: a linha azul circundante da cidade de Thélus e os bosques vizinhos de Vimy; e a linha castanha, que representava a captura da trincheira Zwölfer-Graben e a segunda linha alemã. A infantaria devia avançar, precedida de fogo de barragem efectuado por artilharia ligeira, em incrementos de 91 m. Os obuses médios e pesados manteriam um bombardeamento continuo, à frente da infantaria, contra os sistemas de defesa.
O plano estabelecia que, à medida que as forças fossem progredindo, as diferentes unidades podiam passar à frente umas das outras, de maneira a que não houvesse nenhuma quebra nem espaços vazios durante o ataque. A onda inicial devia tomar e controlar a linha preta e depois avançar para a linha vermelha. O fogo de barragem faria uma pausa para que as forças de reserva pudessem avançar, e então juntar-se-iam às unidades que se estivessem para além da linha vermelha em direcção à azul. A partir do momento em que a linha azul estivesse controlada, as unidades em progressão podiam, de novo, ultrapassar as já instaladas e capturara linha castanha. Se seguido à risca, o plano deixaria pouco tempo às forces alemãs para deixar as suas posições de segurança nas trincheiras, e defendê-las contra o avanço da infantaria. Se o Corpo seguisse o plano, as tropas avançariam cerca de 3 700 m e teriam o controlo da maioria da colina por volta da 13h00 do primeiro dia.

### Defesas alemãs
Dada a experiência obtida na Batalha do Somme, o comando alemão concluiu que seguir uma política rígida na defesa de linhas de defesa estáticas não eram eficaz, e já não podia servir de estratégia defensiva. Assim, o comando germânico deu início a uma nova doutrina em Dezembro de 1916, a qual dava relevância a uma batalha flexível defensiva em profundidade, em vez de controlar, de modo rígido, linhas sucessivas de trincheiras. Ao longo da colina de Vimy, as forças alemães passaram dois anos a construir fortificações concebidas de acordo com a antiga doutrina de defesa rígida. Por volta de Abril de 1917, eram poucas as reconstruções baseadas na doutrina da defesa em profundidade.
As características geográficas do campo de batalha de Vimy dificultavam a execução da defesa em profundidade. A colina tinha cerca de 700 m de largura no seu ponto mais estreito e tinha uma inclinação muito acentuada no seu lado leste, eliminando, assim, a possibilidade de contra-ataques no caso de um ataque Aliado tomar a colina. Os alemães aperceberam-se destas dificuldades e ficaram bastante preocupados com os pontos fracos da natureza geográfica da colina e da total dependência das suas posições. A estratégia defensiva alemã passava por operar uma defesa de linha da frente suficientemente forte para fazer face a um assalto inicial, e fazer avançar as tropas de reserva antes que o inimigo pudesse consolidar os seus ganhos ou tomasse as restantes posições alemãs. Deste modo, a defesa alemã na colina de Vimy dependia significativamente de metralhadoras, que actuavam como uma força multiplicadora para a infantaria de defesa.
Três divisões de linha, com sete regimentos de infantaria entre elas, eram responsáveis para a defesa imediata da colina. A força de cada divisão era de cerca de 15 000 homens. No entanto, o número de soldados alemães era bastante inferior. Em 1917, uma companhia de infantaria completa alemã consistia em 264 homens; em Vimy, cada companhia continha apenas 150 soldados. Cada regimento alemão, em teoria, era responsável pela defesa de 1 000 m de frente, incluindo toda a área defensiva recuada. O resultado, quando o Corpo canadiano atacava, cada companhia alemã enfrentava, de início, dois ou mais batalhões de cerca de mil homens cada. Cada divisão de reserva estava colocada a 24 km atrás da linha da frente em vez de estar atrás da segunda linha, como definido pela doutrina da defesa em profundidade.

### Artilharia

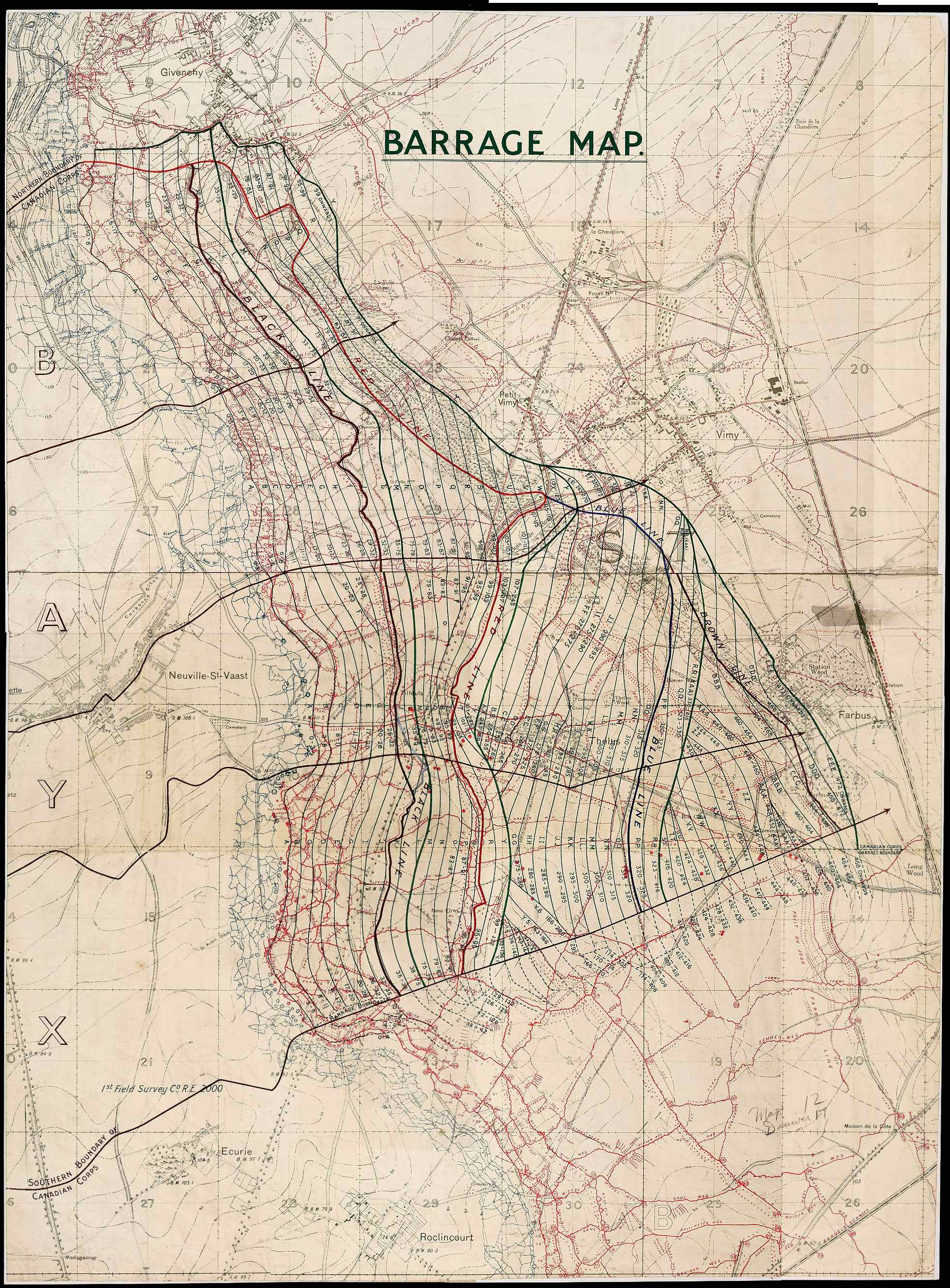
Mapa com a artilharia de barrage

As unidades de artilharia das divisões do Corpo canadiano, no total de oito brigadas e dois grupos de artilharia pesada, eram insuficientes para a operação e foram reforçadas com formações externas. Quatro grupos de artilharia pesada, nove brigadas de artilharia terrestre, três grupos de artilharia de divisão e o apoio da 5.ª Divisão britânica, foram integradas no Corpo canadiano. Para apoio, foram mobilizados dez grupos de artilharia pesada dos I e XVII Corpos dos flancos. A bateria de artilharia do I Corpo era muito importante para o combate as posições alemãs armadas atrás da colina de Vimy. No total, os britânicos providenciaram aos canadianos 24 grupos de artilharia, que incluíam 480 the canhões Ordnance QF de 18 libras, 138 obuses QF de 4,5 polegadas, 96 morteiros médios de 2 polegadas,  24 morteiros pesados de 4,5 polegadas, apoiados por 245 peças de artilharia de cerco e morteiros pesados. Este conjunto de artilharia permitia um poder de fogo de uma arma pesada por cada 18 m, e uma peça de artilharia por cada 9 m da frente do Corpo canadiano, o que representava um significativo aumento médio, e cerca de três vezes mais armas pesadas em relação à Batalha do Somme um ano antes.
O brigadeiro-general Edward Morrison elaborou um plano, de 35 páginas, de fogo de apoio multi-faseado, designado por Canadian Corps Artillery Instruction No. 1 for the Capture of Vimy Ridge para apoiar os esforço da infantaria. Para o seu funcionamento, o Corpo canadiano recebeu três vezes mais artilharia do que o habitual para um corpo operar. A gestão da logística ficou a cargo do major da Royal Artillery, Alan Brooke, que coordenou as comunicações e o plano de transporte dos equipamentos de artilharia, para trabalhar em conjunto com o complexo plano de bombardeamento de barragem.
A artilharia ao longo da frente do Corpo canadiano, tinha para sua utilização cerca de 1,6 milhões de projécteis que lhe permitia manter um ritmo de fogo elevado e contínuo. Estes projécteis foram melhorados na sua qualidade, em comparação a outros anteriormente utilizados na Guerra, de maneira a reduzir aqueles que não chegavam a detonar. A introdução da espoleta instantânea N.º 106 melhorou significativamente a eficácia da artilharia pois detonava ao mais pequeno impacto, ao invés das antigas espoletas, dando-lhe uma especial eficácia na destruição de arame farpado antes do avanço. Para manter as comunicações durante a batalha, em particular com a artilharia, as unidades terrestres instalaram mais de 1 400 km de cabos para os telégrafos e telefones, a uma profundidade de cerca de dois metros. Adicionalmente, os corpos efectuavam fogo de contra-bateria antes da batalha. A Companhia de Pesquisa de Campo do 1.º Exército imprimiu mapas com as barragens para todas as baterias, produziu quadros com a artilharia e forneceu apoio de contra-bateria com grupos de sinalização e detecção do fogo inimigo com recurso ao som dos seus disparos. Ao utilizar sinalização, detecção de som e o reconhecimento aéreo do Esquadrão n.º 16 da RAF, e No. 1 & 2 Balloon Company of the Royal Flying Corps na semana anterior à batalha, a artilharia de contra-bateria, sob o comando do tenente-general Andrew McNaughton disparou 125 900 projécteis que destruíram um valor estimado de 83% das posições armadas alemãs.

### Treino

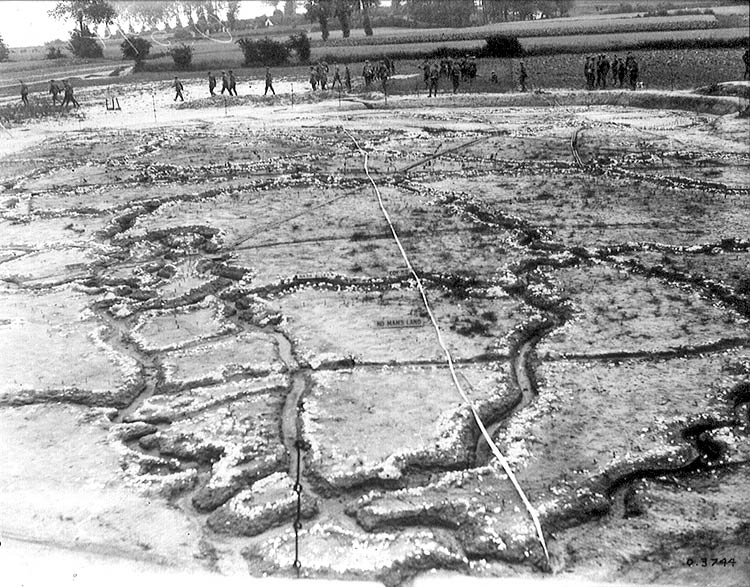
Modelo das linhas de trincheiras alemã, em escala grande

Em Fevereiro de 1917, o Estado-maior britânico emitiu uma ordem de treino intitulada SS 143 Instructions for the Training of Platoons for Offensive Action, defendendo o regresso às tácticas de tiro e movimento, e à utilização do pelotão como unidade táctica. A ordem salientava a importância da granada de mão, espingarda de lançamento de granadas e secções de metralhadoras na eliminação de posições fortes do inimigo, com um nível de fogo que pudesse permitir que outras unidades avançassem. Juntamente com as observações e sugestões feitas por Currie no relatório enviado em Janeiro de 1917, no seguimento sobre Verdun, o Corpo canadiano incutiu a mudança tática com vigor. O corpo incutiu a doutrina tática para pequenas unidades através da atribuição de objetivos até o nível de pelotão. Os batalhões de infantaria de assalto usavam as colinas por trás das linhas como representações em grande escala do campo de batalha. Taped lines assinalavam as linhas de trincheira alemãs, enquanto que oficiais a cavalo, com bandeiras, representavam a frente avançada da barragem de artilharia.
Reconhecendo que os homens que estavam em posição de liderança eram os que mais risco corriam de ser feridos ou mortos, todos os soldados sabiam as funções daqueles que estavam ao seu lado, ou acima, hierarquicamente. No quartel-general do 1.º Exército britânico, um model em grande escala, feito de plasticina, do sector de Vimy, foi construído e utilizado para  mostrar aos oficiais as características topográficas do campo de batalha e do sistema de trincheiras alemão. Adicionalmente, foram impressos 40 000 mapas topográficos com a posição das trincheiras, para serem distribuídos por todos os sargentos de pelotão e comandantes de secção, de maneira a que todos tivessem uma noção do campo de batalha. Esta iniciativa dava a cada pelotão uma imagem clara do papel de cada um no plano da batalha, e, assim sendo, reduzia os problemas de comando e controle que caracterizavam os combates da Primeira Guerra Mundial.

### Operações subterrâneas

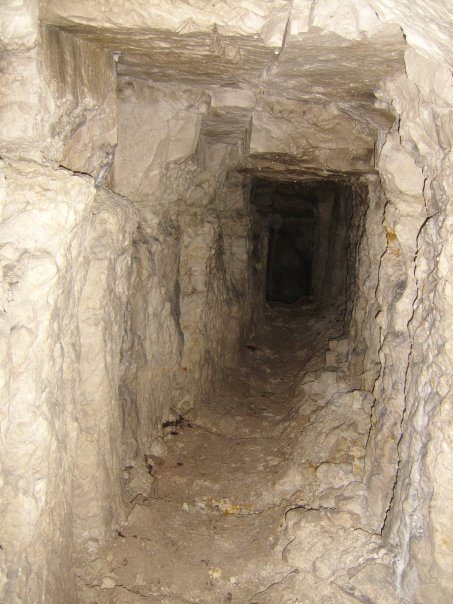
Túnel britânico no sector Vimy

O sector Arras-Vimy era propício à escavação de túneis dada a natureza suave, porosa, mas ainda assim estável do giz subterrâneo. O resultado foi que, a partir de 1915, o sector de Vimy, passou a ser palco de uma guerra subterrânea. Os engenheiros militares bávaros, por exemplo, fizeram detonar 20 minas no sector até Março de 1915. No início de 1916, os alemães estavam em vantagem face aos franceses. Quando chegaram, as companhias britânicas de escavação de túneis, dedicaram-se, intensivamente, à colocação de minas subterrâneas nas posições alemãs, bloqueando o avanço subterrâneo alemão e, posteriormente, desenvolvendo uma estratégia defensiva que os limitava os alemães de ganharem avanços tácticos através das suas operações de minagem. Em 1917, o número de grupos de crateras era de 19 ao longo da frente. Era normal que cada grupo contivesse grandes crateras resultantes de explosões causadas pela guerra de minas subterrâneas.
Ao prepararem o assalto, as companhias de construção de túneis criaram uma extensa rede subterrânea e fortificações. Doze túneis, com cerca de 1,2 km de comprimento, foram escavados a uma profundidade de 10 m e utilizados para ligar as linhas de reserva às linhas da frente, permitindo que os soldados pudessem avançar para a frente rapidamente, em segurança e sem serem vistos. Muitas vezes incorporados nos túneis estavam pequenas linhas de caminho-de-ferro, hospitais, postos de comando, reservatórios de água, armazéns de munições, posições de morteiros e centros de comunicações. Os alemães escavaram vários túneis semelhantes na frente de Vimy para possibilitar vias para as linhas da frente e protecções de grande dimensão para proteger os quartéis-generais, pessoal em descanso, equipamento e munições.
Para proteger parte do avanço das tropas aliadas do fogo de metralhadora alemão, na zona da “terra-de-ninguém”, durante o ataque, foram colocadas oito minas Especiais no final dos túneis. Estas minas foram concebidas para permitir que as tropas se movimentassem mais depressa, e que entrassem no sistema de trincheiras alemão em segurança, ao criar uma cratera em forma de trincheira ao longo da “terra-de-ninguém”. Num esforço para destruir algumas das fortificações de superfície alemãs antes do assalto, as companhias de túneis britânicas colocaram treze cargas explosivas debaixo das posições alemãs. Contudo, esta operação não passou despercebida; os alemães tomaram medidas idênticas nos túneirs britânicos, tendo tido sucesso na destruição de várias tentativas de colocação de minas por parte dos britânicos. Das cargas explosivas colocadas pelos britânicos, três minas explodiram antes do assalto; outras três minas e duas cargas explosivas especiais foram detonadas no início do ataque.

### Ataques às trincheiras
Os ataques às trincheiras eram efectuados através de pequenos ataques-surpresa às posições inimigas, habitualmente a meio da noite. Ambos s lados efectuavam este tipo de ataques para desgastar o seu inimigo e obter informações. No Corpo canadiano, os ataques a trincheiras serviram de mecanismo de treino e de desenvolvimento de liderança. A dimensão dos ataques iam desde poucos homens até uma companhia complete, ou mais, dependendo da dimensão da missão. Nos quatro meses que antecederam o ataque de Abril, o Corpo canadiano efectuou 55 assaltos Às trincheiras. A competição entre unidades levou a que estas competissem pela honra de terem feito mais prisioneiros ou provocado mais destruição. Esta política agressiva de ataques a trincheiras tinha, porém, os seus custos. Um assalto em larga escala, a 13 de Fevereiro de 1917, num total de 900 homens da 4.ª Divisão canadiana, resultou em 150 baixas. No mês seguinte, a 1 de Março, teve lugar um novo ataque, de novo pela 4.ª Divisão, que fracassou com um resultado de 637 vítimas incluindo dois comandantes de batalhão e vários de companhias. Estas acções não diminuíram a extensão dos ataques a trincheiras por parte dos canadianos, com os ataques a continuarem à noite desde 20 de Março até ao início da ofensiva a 9 de Abril, totalizando cerca de 1 400 baixas entre o Corpo canadiano. Os alemães efectuavam patrulhas e, embora não tão ambiciosas como os canadianos, também faziam ataques a trincheiras. Um exemplo é um ataque efectuado por 79 soldados contra a 3.ª Divisão canadiana, a 15 de Março de 1917, que resultou na captura de prisioneiros e destruição de equipamentos e estruturas.

### Batalha aérea

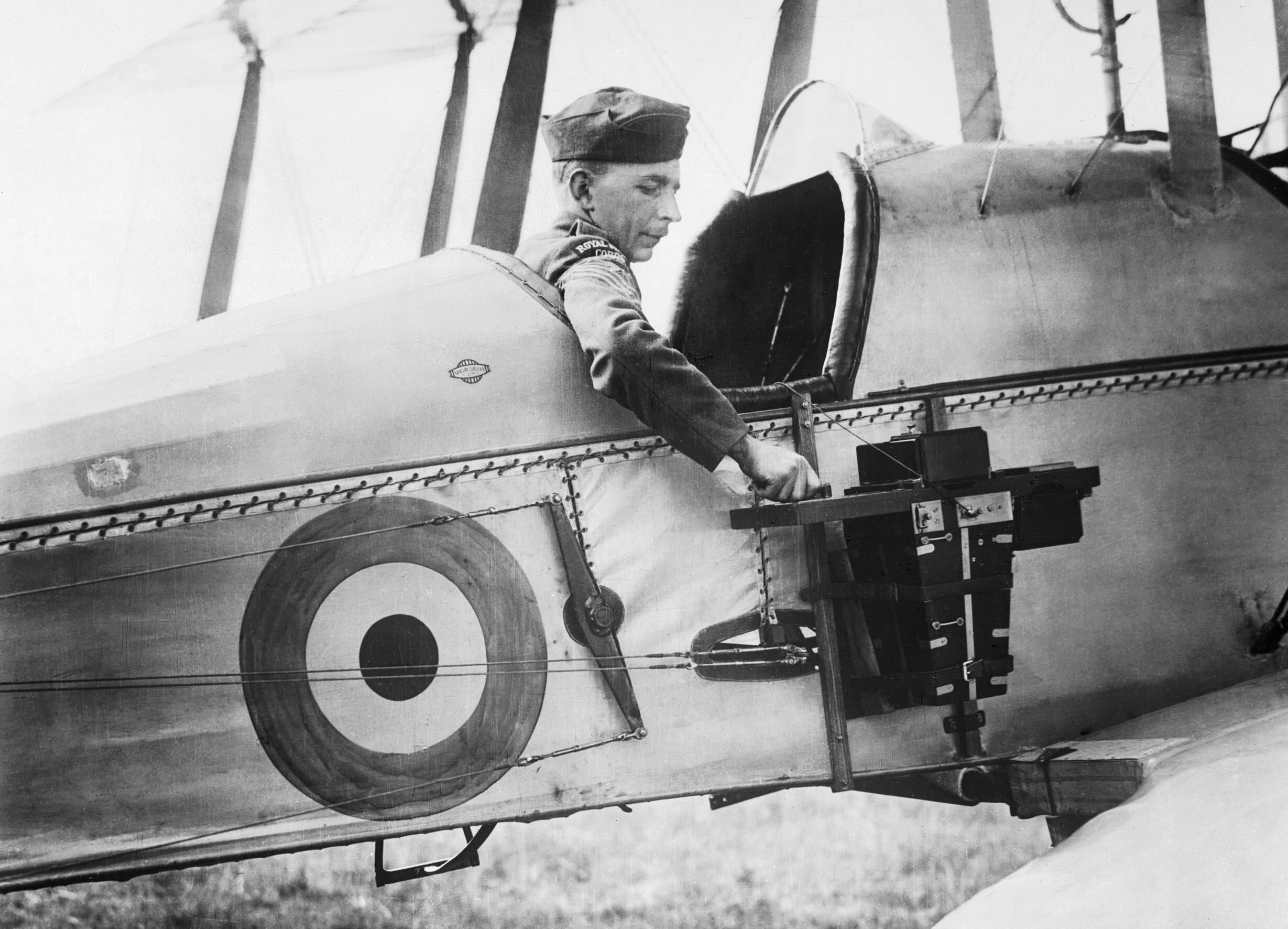
Um observador do Royal Flying Corps numa aeronave de reconhecimento

O Royal Flying Corps esforçou-se por ganhar superioridade aérea na zona do campo de batalha para apoiar a ofensiva da Primavera. Os canadianos consideravam fundamental a detecção das posições de artilharia, fotografias dos sistemas de trincheira inimigas, movimento das tropas e posicionamento do armamento, para continuar a sua ofensiva. O Royal Flying Corps mobilizou 25 esquadrões, no total de 365 aeronaves, ao longo do sector de Arras, um número que era superior a força aéra alemã numa razão de 2 para 1. Byng recebeu os esquadrões N.º 2, N.º 208 (naval), N.º 25, N.º 40 e N.º 43, com o esquadrão N.º 16 ligado em permanência ao Corpo canadiano, e utilizado, em exclusive, para operações de observação  e apoio à artilharia.
As operações de reconhecimento aéreo eram uma actividades de alto risco dada necessidade de ter de voar a uma altitude muito baixa e a baixa velocidade. Esta tarefa tornou-se ainda mais perigosa com a chegada de vários esquadrões alemãs onde se incluía o de Manfred von Richthofen, Jasta 11, com grande experiência e altamente equipado, que teve como resultado um aumento das baixas no Royal Flying Corps. Embora o número de aeronaves aliadas fosse muito superior ao dos alemães, o Royal Flying Corps perdeu 131 aviões durante a primeira semana de Abril. Apesar das perdas de aviões sofridas pelo Royal Flying Corps, a força aérea alemã não conseguiu evitar que aqueles atingissem o seu objectivo principal, ou seja, o apoio continuo do exército durante a Ofensiva de Arras, fotografias aéreas actualizadas e informação dos voos de reconhecimento.

## Batalha

### Combatentes
O comandante do 6.º Exército alemão, general Ludwig von Falkenhausen, era o responsável pelo sector Cambrai–Lille e coordenava 20 divisões e reservas. A colina de Vimy era defendida, principalmente, pelo Gruppe Vimy, uma formação constituída pelo I Corpo de Reserva bávaro, sob o comando do general de infantaria Karl von Fasbender. No entanto, uma divisão do Gruppe Souchez, liderada pelo general de infantaria do VIII Corpo de Reservas, Georg Karl Wichura, defendia uma frente ao longo da zona mais a norte da colina.

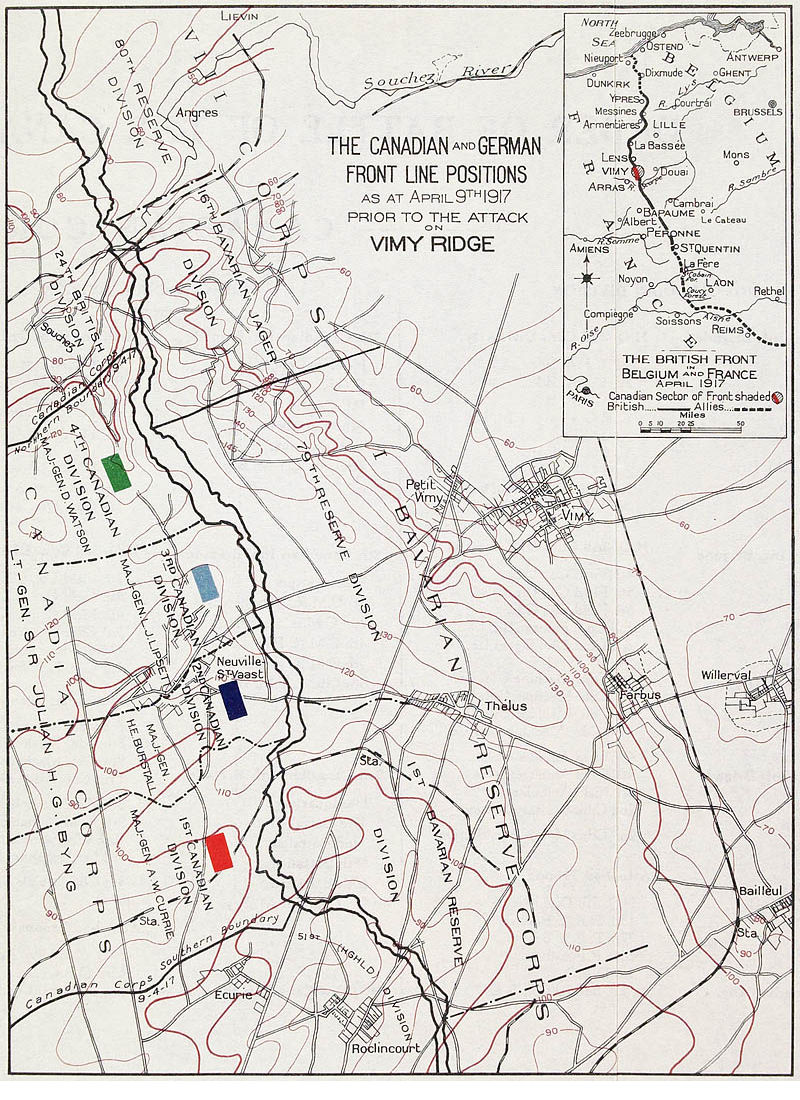
Posicionamento das forces defensivas e atacantes antes da batalha

Três divisões eram as responsáveis pela defesa da linha da frente oposta ao Corpo canadiano. A 16.ª Divisão de Infantaria bávara estava localizada no lado oposto da cidade de Souchez, era responsável pela defesa do extremo norte da colina. Esta divisão foi criada em Janeiro de 1917 através da integração de unidades bávaras, e até agora apenas tinha estado em combate com o Corpo canadiano. A 79.ª Divisão de Reservas tinha a seu cargo a defesa da zona central, incluindo o ponto mais alto da colina, Hill 145. Esta divisão combateu durante dois anos na Frente Oriental antes de ser transferida para o sector de Vimy no final de Fevereiro de 1917. A 1.ª Divisão de Reservas bávara estava em zona de Arras desde Outubro de 1914, e controlava as cidades de Thélus e Bailleul, e o declive sul da colina.

Byng comandava quatro divisões de ataque, uma divisão de reservas e várias unidades de apoio. Era apoiado, a norte, pela 24.ª Divisão britânica do I Corpo, a qual tinha avançado para zona norte do rio Souchez, e pelo XVII Corpo, a sul. A 4.ª Divisão canadiana era responsável pela parte norte da frente do avanço, que incluía a tomada do ponto mais alto da colina, seguida da fortemente defendida posição Pimple, a oeste da cidade de Givenchy-en-Gohelle. A 3.ª Divisão canadiana era responsável pela zona estreita do centro da colina, e incluía a captura de La Folie Farm. A 2.ª Divisão do Canadá, que mais tarde iria ser reforçada com uma brigada da 5.ª Divisão de Infantaria britânica, estava a sul da 3.ª Divisão canadiana, e era responsável pela tomada da cidade de Thélus. A 1.ª Divisão canadiana tinha a se cargo a secção sul do avanço do Corpo, e esperava fazer o maior avanço em termos de distância. O plano de Byng previa uma substituição das tropas mais avançadas por tropas de reserva, apoio na consolidação de posições e ajuda à 4.ª Divisão canadiana na captura de Pimple. Assim, a 9.ª Brigada canadiana, e as 15.ª e 95.ª Brigadas britânicas estavam de prevenção como reservas.

### Ataque preliminar

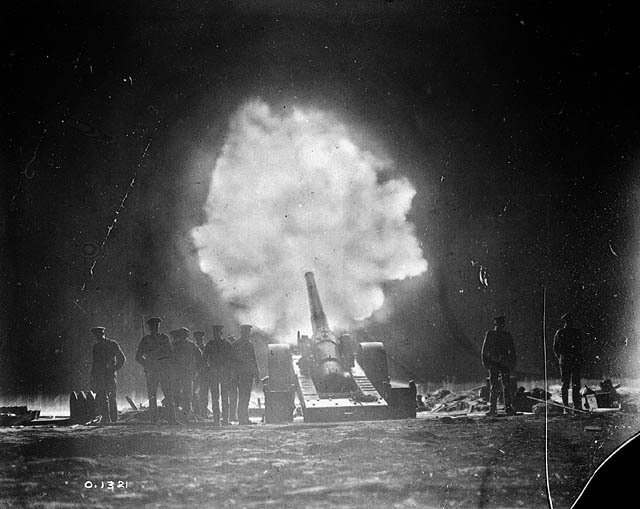
Canhão de 6 polegadas da Royal Garrison Artillery a disparar sobre a colina de Vimy, atrás das linhas canadianas, à noite.

O serviço de informações alemão, os ataques em larga escala dos Aliados e a concentração de tropas a oeste de Arras, tornou claro aos alemães que uma ofensiva na Primavera perto de Arras estava a ser planeada. Em Fevereiro de 1917, um soldado canadiano de origem alemã desertou para o lado alemão e ajudou-os na confirmação de muitas das suas, fornecendo-lhes muitas informações. Em Março de 1917, as forças alemãs estavam de prevenção para um grande ataque aliado que incluía a captura da colina de Vimy. O general de infantaria Ernst August Marx von Bachmeister, comandante da 79.ª Divisão de Reservas, relatou que, no final de Março, acreditava que o Corpo canadiano estava a organizar-se numa formação echelon, e preparavam-se para um grande ataque. Rapidamente, os alemães desenvolveram planos para lançar uma operação de antecipação. Seguindo a ideia de que a melhor defesa é uma boa ofensiva, prepararam um ataque à secção norte do Vale Zouave, ao longo do extremo norte da frente canadiana. No entanto, o intenso fogo de artilharia do Corpo canadiano evitou que os alemães efectuassem o seu ataque preventivo.
A fase preliminar dos bombardeamentos de artilharia canadiana tiveram início a 20 de Março de 1917, com um bombardeamento sistemático de duas semanas das baterias alemãs, trincheiras e posições mais fortes. O Corpo canadiano deu especial atenção à eliminação do arame farpado, uma tarefa simplificada pela nova espoleta instantânea No. 106. Além disso, cerca de metade da artilharia estava concentrada num ponto com um fogo de barragem intenso, por forma a criar a confusão entre os alemães e continuar a manter o segredo sobre o real objectivo. A segunda fase foi efectuada durante toda a semana que teve início no dia 2 de Abril de 1917, e utilizou todo o arsenal de artilharia à disposição do Corpo canadiano; a sua dimensão permitia um canhão pesado por cada 18 m e uma peça de artilharia por cada 9 m. Os soldados alemães chamaram a esta semana "a semana do sofrimento". Na versão da batalha pelos alemães, as suas trincheiras e estruturas defensivas foram quase todas destruídas. Além disso, as condições físicas e morais dos alemães ficaram bastante afectadas pelos onze dias de intenso bombardeamento de artilharia. Para aumentar as dificuldades dos alemães, o sistema de logística que fornecia a alimentação à linha da frente era deficiente. A 3 de Abril, o general von Falkenhausen deu ordem às suas divisões de reserva para se prepararem para a substituição das divisões da linha da frente, devido ao tipo de batalha defensiva, de forma semelhante àquela da Batalha do Somme. Contudo, as divisões mantiveram-se a 24 km do campo de batalha para evitar serem bombardeados.

### Assalto principal

#### 9 de Abril

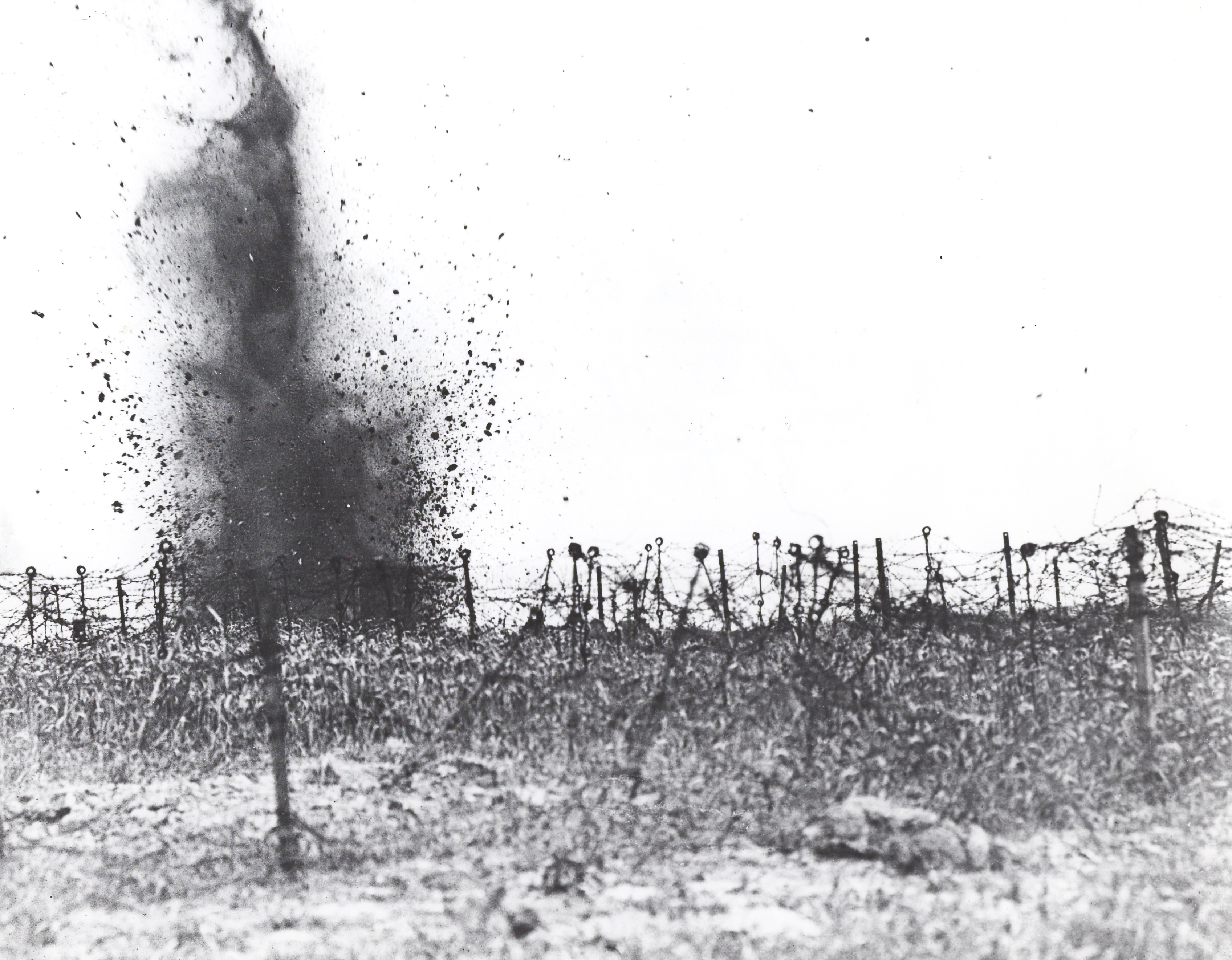
Ataque de artilharia ao arma farpado na colina de Vimy

O ataque devia começar às 5h30 da manhã do Segunda-feira de Páscoa, 9 de Abril de 1917. Originalmente, o plano previa que o ataque ocorresse no dia 8 de Abril, Domingo de Páscoa, mas foi adiado por 24 horas a pedido dos franceses. Durante as últimas horas do dia 8 de Abril e ao início da manhã de 9 de Abril, os homens do grupo principal de ataque e dos grupos de apoio passaram para as suas posições avançadas de ataque. O tempo estava frio e, mais, tarde, começaria a cair granizo e neve. Embora desconfortável para todos, a tempestade de noroeste dava alguma vantagem às tropas do assalto pois o vento estava contra as tropas de defesa alemãs. Os bombardeamentos ligeiros da artilharia canadiana e britânica continuaram durante a noite anterior, mas cessaram alguns minutos antes do ataque, para calibrarem as suas armas para o fogo de barragem sincronizado. Às 5h30 da manhã em ponto, todas as armas de artilharia à disposição do Corpo canadiano iniciaram o bombardeamento. Trinta segundos mais tarde, os sapadores fizeram explodir as minas colocadas sob a "terra-de-ninguém" e sob as linhas de trincheiras alemãs, destruindo várias posições alemãs e criando trincheiras de comunicação através da "terra-de-ninguém". As armas ligeiras faziam fogo de barragem, que ia avançando em distância predeterminadas de 91 m a cada três minutos, enquanto que a artilharia média e pesada estabelecia um conjunto de bombardeamentos de barragem, concentrados mais à frente, contra o sistema defensivo alemão. Durante ataques anteriores, a artilharia alemã, apesar de muitas baixas, conseguiram manter o seu fogo defensivo. À medida que o assalto canadiano avançava, passavam, e desprezavam, pelas armas alemãs pois não tinham meios de as levar para a sua retaguarda, pois muitos dos cavalos tinham sido mortos por ataques com gás tóxico.

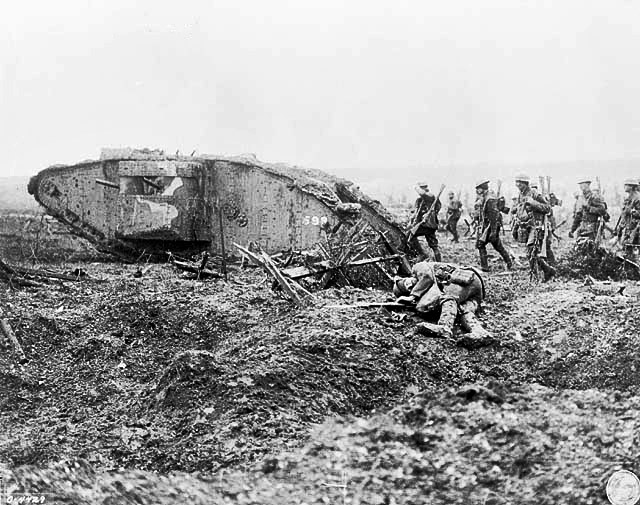
Soldados da 2.ª Divisão canadiana a avançar por trás de um tanque

As 1.ª, 2.ª e 3.ª Divisões canadianas informaram que chegaram e capturaram o seu primeiro objectivo, a Linha Preta, às 6h25 da manhã. A 4.ª Divisão deparou-se com vários problemas durante o avanço, e só conseguiu atingir o seu objectivo algumas horas mais tarde. Depois de uma pausa, de acordo com o plano, quando as 1.ª, 2.ª e 3.ª Divisões canadianas consolidaram as suas posições, o avanço continuou. Pouco depois da sete horas da manhã, a 1.ª Divisão capturou a metade esquerda do seu segundo objectivo, a Linha Vermelha, e destacou a 1.ª Brigada canadiana para um ataque à restante metade. A 2.ª Divisão reportou ter chegado à Linha Vermelha, e ter capturado a cidade de Les Tilleuls, aproximadamente ao mesmo tempo. Antes do avanço da 3.ª Divisão canadiana, foi detonada uma mina que matou vários homens do Regimento de Infantaria de Reserva n.º 262. As restantes tropas não conseguiram mais do que defender pontualmente a terceira linha de defesa alemã. Deste modo, a secção sul da 3.ª Divisão foi capaz de chegar à Linha Vermelha no limite oeste do bosque de la Folie, por volta das sete horas e trinta minutos. Às 9:00, a divisão ficou a saber que o seu flanco esquerdo estava exposto pois a 4.ª Divisão ainda não tinha capturado a Hill 145. A 3.ª Divisão foi chamada para estabelecer uma linha defensiva a norte. Embora os comandantes alemães tivessem conseguido manter uma linha de comunicações a funcionar, continuando a emitir ordens operacionais, mesmo funcionando de forma rápida, a dinâmica do assalto foi tal que o tempo de decisão alemão não era suficiente para uma resposta em conformidade.

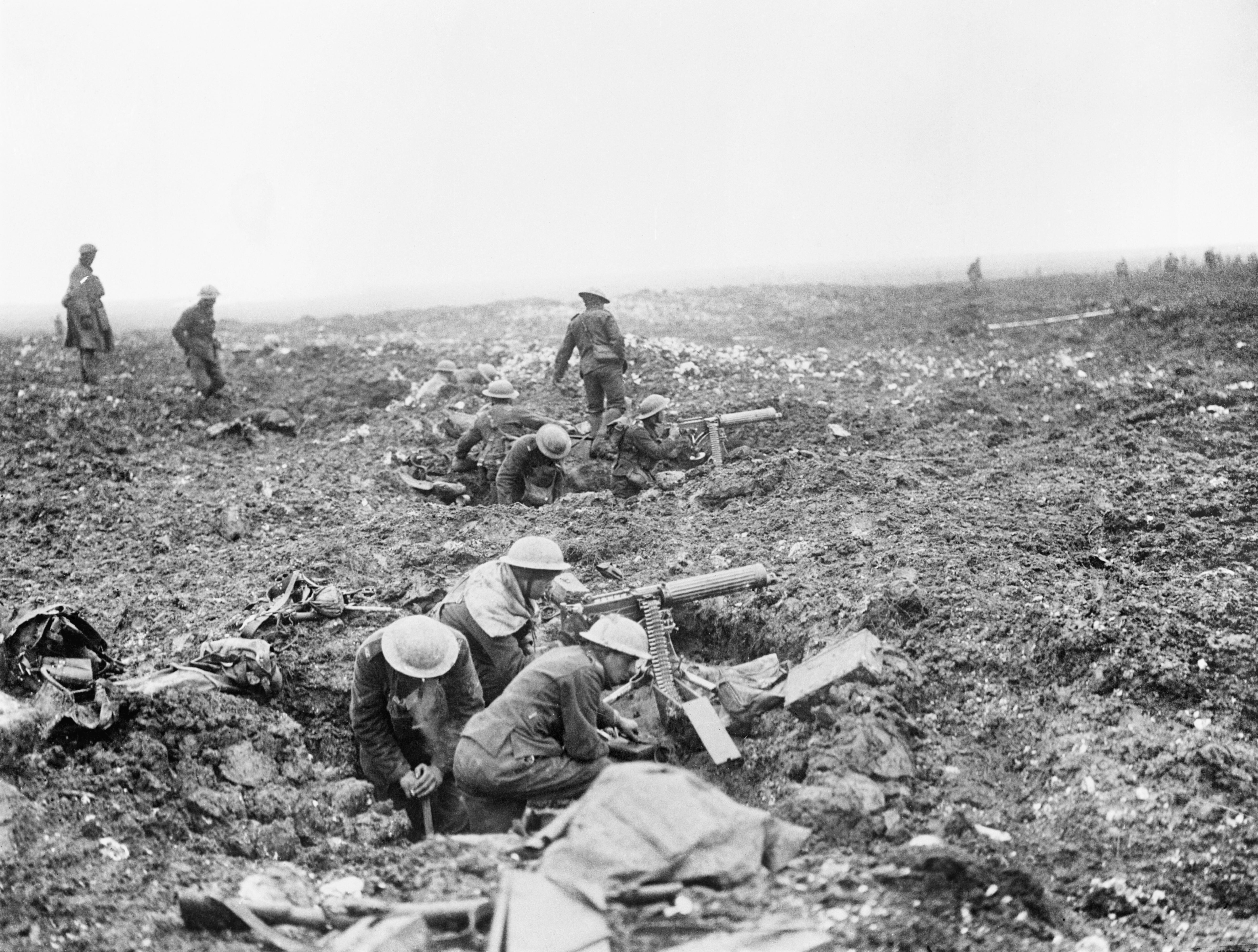
Soldados armados com metralhadoras em acção nas crateras no planalto no topo da colina

A única parte do plano de ataque que não correu bem foi o avanço da 4.ª Divisão canadiana que colapsou logo após a saída das trincheiras. O oficial no comando de um dos batalhões de assalto solicitou que a artilharia deixasse uma parte das trincheiras alemãs sem danos,. Postos de metralhadoras nas secções não danificadas da linha alemã, feriram ou mataram a maior parte do flanco direito da 4.ª Divisão canadiana. O progresso do flanco esquerdo foi bloqueado pelo fogo de  Pimple, que ainda piorou quando o fogo de barragem se concentrou mais à frente das tropas avançadas. Quando ficou frente-a-frente com a defesa alemã, a 4.ª Divisão decidiu não tentar um ataque frontal. As unidades de reserva desta divisão avançaram atacando, de novo, as posições alemãs no topo da colina. Os ataques contínuos forçaram as tropas alemãs, que detinham o controlo da zona sudoeste de Hill 145 a retirar, mas apenas depois de estas ficarem sem munições, projécteis de morteiros e granadas.
Por volta do meio-dia, a 79.ª Divisão de Reserva recebeu instruções para recapturar a parte da sua terceira linha perdida durante o progresso do ataque canadiano. No entanto, só às seis horas da tarde é que esta força se conseguiu organizar e contra-atacar, saindo da arruinada vila de Vimy, mas sem recapturar a terceira linha a sul da aldeia. À noite, as forças alemãs que se encontravam no topo da colina, acreditaram que o pior já tinha passado. Os reforços adicionais alemães começaram a chegar e, já de noite, parte da 111.ª Divisão de Infantaria alemã ocupou a terceira linha perto de Acheville e Arleux, com o restante da divisão a chegar no dia seguinte.

#### 10 de Abril
Os britânicos mobilizaram três novas brigadas para a Linha Vermelha às 9h30 no dia 10 de Abril para dar apoio ao avanço das 1.ª e 2.ª Divisões canadianas, as quais deviam passar à frente das unidades que ocupavam aquela Linha, e avançar para a Linha Azul. Mais unidades foram chamadas das forças de reserva, incluindo duas secções de tanques da 13.ª Brigada britânica, para apoiar o avanço da 2.ª Divisão canadiana. Aproximadamente às onze horas da manhã, a Linha Azul, incluindo a Hill 135 e a cidade de Thélus, foram tomadas. Para permitir que as tropas consolidassem este objectivo, o avanço parou mantendo-se o fogo de barragem durante 90 minutos, enquanto foram trazidas metralhadoras para a frente. Pouco depois da uma da tarde, o avanço recomeçou com as 1.ª e 2.ª Divisões a progredirem para o último objectivo. O avanço dos tanques de apoio via Farbus, posicionados na retaguarda da 79.ª Divisão de Reserva, acabou por ser impedido dada a concentração de fogo alemão perto da vila. As duas divisões canadianas ainda assim conseguiram controlar a Linha Castanha por volta das duas horas da tarde.
A 4.ª Divisão canadiana tentou capturar a metade norte da Hill 145 por volta das 15h15, tomando o pico, mas apenas por pouco tempo pois os alemães conseguiram a sua recaptura. As forças alemãs que ocupavam o pequeno saliente na colina, ficaram sob fogo aliado ao longo dos seus flancos pelos constantes reforços do Corpo canadiano. Quando se tornou óbvio que a posição estava cercada e de que não havia qualquer perspectiva de reforço, as tropas alemãs. As forças alemãs saíram da colina e as baterias de artilharia retiraram-se para a zona oeste do caminho-de-ferro de Vimy–Bailleul ou para a linha de Oppy–Méricourt line. Ao cair da noite do dia 10 de Abril, o único objectivo do plano canadiano ainda não atingido era a captura do Pimple.

#### 12 de Abril
Devido às dificuldades encontradas no início da batalha, a 4.ª Divisão canadiana teve de adiar o assalto ao Pimple para o dia 12 de Abril. Inicialmente, o Pimple estava defendido pela 16.ª Divisão de Infantaria bávara, mas os bombardeamentos preliminares da artilharia do Corpo canadiano, que deram início ao ataque a 9 de Abril, causaram pesadas baixas entre as suas forças. A 11 de Abril, a 4.ª Divisão de Guardas da Infantaria alemã reforçou, e depois substituiu, as unidades da 16.ª Divisão. Na noite anterior ao ataque, a artilharia canadiana destruiu posições alemãs, enquanto uma secção da Royal Engineers disparou mais de 40 projécteis com a ajuda do Projector Livens directamente para a cidade de Givenchy-en-Gohelle para causar confusão. As tropas alemãs conseguiram repelir o assalto inicial canadiano por volta das quatro horas da tarde utilizando pequenas armas. A 10.ª Brigada canadiana atacou outra vez às cinco horas da manhã, desta vez apoiada pela artilharia e pela 24.ª Divisão britânica do I Corpo, a norte. O fogo da artilharia defensiva alemã respondeu tarde demais, e de forma muito ligeira, não causando grandes dificuldades às tropas atacantes, permitindo ao Corpo canadiano movimentar-se em zonas sem qualquer tipo de acção e penetrar nas posições alemãs. A 10.ª Brigada canadiana, fustigada pela neve e pelo vento a soprar de oeste, combateu de forma rápida para repelir as tropas alemãs de Pimple, pelas seis horas da tarde.

## Rescaldo
Ao anoitecer do dia 12 de Abril de 1917, o Corpo canadiano controlava a colina. Esta força tinha sofrido 10 602 baixas: 3 598 mortos e 7 004 feridos. O 6.º Exército alemão sofreu um número não conhecido de baixas e cerca de 4 000 homens foram feitos prisioneiros.
Quatro membros do Corpo Canadiano receberam a Cruz Vitória, a condecoração militar mais alta atribuída às forças britânicos e às nações da Commonwealth, por valor e pelos seus actos durante a batalha:
- Soldado William Johnstone Milne, do 16.º Batalhão escocês;
- Lance-Sergeant Ellis Wellwood Sifton, do 18.ª Batalhão (Ontário);
- Soldado John George Pattison, do 50.º Batalhão (Calgary);
- Capitão Thain Wendell MacDowell, do 38.º Batalhão (Ottawa).

Pelo menos duas Ordens Pour le Mérite, a ordem militar mais alta da Prússia, foram atribuídas a comandantes alemães pelas suas acções durante a batalha:
- Oberstleutnant Wilhelm von Goerne, comandante da 261.º Regimento de Infantaria de Reserva da Prússia, da 70.ª Divisão de Reservas alemã.[117]
- General de the Infantaria, Georg Karl Wichura, comandante do VIII Corpo de Reserva e do Gruppe Souchez.[117]

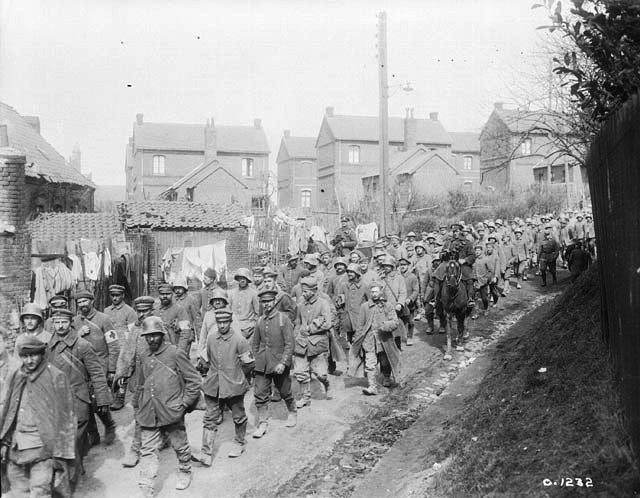
Soldados alemães capturados durante a batalha

No seguimento da derrota, o chefe do Estado-Maior alemão, Marechal-de-campo, Paul von Hindenburg, ordenou ao Comando Supremo do Exército para organizar uma comissão de inquérito ao colapso da defensiva no sector de Arras. A Comissão concluiu que o quartel-general do 6.º Exército não tomou em linha de conta vários relatórios de comandantes da linha da frente que alertavam para um iminente ataque e, como resultado, as unidades de reserva permaneceram demasiado afastadas, na retaguarda, não entrando em combate a tempo de executar um contra-ataque atempado e eficaz. A Comissão também concluiu que o comandante do 6.ª Exército, general Ludwig von Falkenhausen, fracassou na aplicação da defesa elástica como definido na doutrina defensiva alemã da altura. Em vez disso, o sistema defensivo posto em prática foi o estabelecimento de posições fortes, fixas, e linhas estáticas de resistência, que a artilharia canadiana acabou por destruir. A consequência do inquérito foi a remoção de Falkenhausen do comando, e a sua transferência para a Bélgica onde ficou até ao fim da guerra, como Governador-geral desse país.
Os alemães não consideraram a perda da colina de Vimy como uma derrota. Fontes contemporânea alemãs olharam para a batalha, no máximo, como um empate, dado que o ataque ficou por aí, não avançando mais além. Os alemães não tentaram recapturar a colina, mesmo durante a Ofensiva da Primavera, ficando aquela sob controlo britânico até ao final da guerra.
A perda da colina de Vimy forçou os alemães a rever a sua estratégia defensiva na zona. Em vez de organizarem um contra-ataque, decidiram ir pelo caminho da política da terra queimada, e retiraram para a linha de Oppy–Méricourt. O fracasso da Ofensiva Nivelle, por parte dos franceses, na semana a seguir à Ofensiva de Arras, pressionou o marechal-de-campo Douglas Haig a manter os alemães ocupados no sector de Arras, para minimizar as perdas francesas. O Corpo canadiano participou em diversas destas operações, incluindo a Batalha de Arleux e a Terceira Batalha de Scarpe, no final de Abril, princípio de Maio de 1917.

## Comemoração da batalha

### Influência da batalha no Canadá
A Batalha de Vimy tem uma importância significativa para o Canadá. Embora a batalha não seja considerada, de uma forma geral, como uma grande realização do Corpo canadiano em termos de importância estratégica, ou de resultados obtidos, foi a primeira vez em que, quatro divisões canadianas, constituídas por homens de todas as regiões do país, lutaram numa formação coesa. A imagem de unidade nacional e de realização, foi o que, de início, caracterizou a batalha como importante para o Canadá. De acordo com, "A realidade histórica da batalha tem sido analisada, e reinterpretada, por forma a dar um significado a um acontecimento que que simbolizasse a realização do Canadá como nação." A ideia de que, tanto a identidade nacional como a noção de 'nação' como um todo, do Canadá, nasceram da batalha, é uma opinião aceite tanto pela pela história militar como geral deste país. Fora do Canadá, a batalha não tem a mesma importância, e é apenas referida como fazendo parte da grande ofensiva da Batalha de Arras.

### Memorial de Vimy
O Memorial Nacional Canadiano a Vimy é o maior e o principal memorial do Canadá fora do país. Localizado no ponto mais alto da colina de Vimy, o memorial é dedicado à comemoração da Batalha de Vimy e aos membros da Força Expedicionária Canadiana mortos durante a Primeira Guerra Mundial. Serve de local de comemoração aos soldados mortos em França durante a guerra, sem sepultura conhecida. A França concedeu ao Canadá uma licença perpetua de utilização de uma secção de terreno na colina de Vimy, em 1922, para parque e memorial da batalha. Uma área de 100 hectares do antigo terreno da batalha, está preservado como parte do parque memorial que circunda o monumento. Os terrenos do local continuam com os sinais da batalha como a rede de túneis, trincheiras, crateras e munições por detonar, e, salvo raras excepções, por questões de segurança, não estão acessíveis ao público.
O memorial demorou onze anos a ser construído, e teve um custo de 1,5 milhões de dólares (19,5 milhões de dólares a preços actuais, 2012); foi inaugurado a 26 de Julho de 1936 pelo rei Eduardo VII, na presença do Presidente Albert Lebrun da França e de mais de 50 000 veteranos de guerra canadianos e franceses, e suas famílias. Em 2004, o monumento foi sujeito a obras de restauro, que incluíram uma limpeza geral e a reinscrição de vários nomes que se encontravam pouco visíveis. A rainha do Canadá Isabel II reinaugurou o memorial no dia 9 de Abril de 2007, durante uma cerimónia comemorativa do 90.º aniversário da batalha. O Departamento dos Assuntos dos Veteranos faz a manutenção do local do memorial.